# Бібліотека Лауренціана
Бібліоте́ка Ме́дичі Лауренціа́на (італ. Biblioteca Medicea Laurenziana; скорочено — Лауренціана) — державна бібліотека Італії, розміщена у Флоренції. Засновником бібліотеки був Козімо Медичі, а назвали її на честь Лоренцо Медичі, який значно розширив її фонди.
Вестибюль, читальна зала та сходи приміщення бібліотеки були спроєктовані  італійським скульптором і художником Мікеланджело Буонарроті.

## Історія будівництва

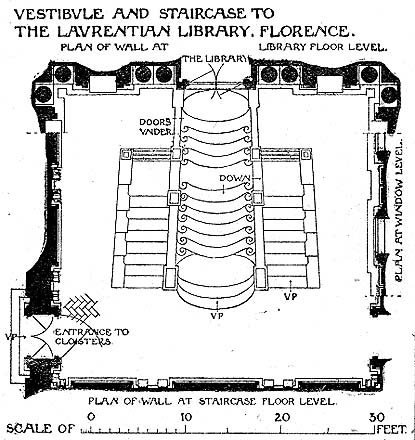

Замовлення на зведення приміщення бібліотеки Климента VII, папи Римського із роду Медичі, Мікеланджело отримав у 1523 році. Це мала бути перша публічна бібліотека у Західній Європі. Для неї було виділено приміщення на другому поверсі однієї із будівель внутрішнього двора Базиліки Сан-Лоренцо.
Навесні 1524 року Мікеланджело розробив проєкт читальної зали та вестибюля. Роботи розпочалися 1525 року. 1534 року Мікеланджело переїхав до Риму, звівши тільки стіни читальної зали. Після нього над спорудженням працювали Нікколо Тріболо, Джорджо Вазарі та Бартоломео Амманаті. Вони працювали, дотримуючись планів Мікеланджело та отриманих від нього інструкцій.
Відомо, що у 1559 році Мікеланджело прислав глиняну модель сходів для Амманаті.
Бібліотеку було відкрито 1571 року.

## Архітектура

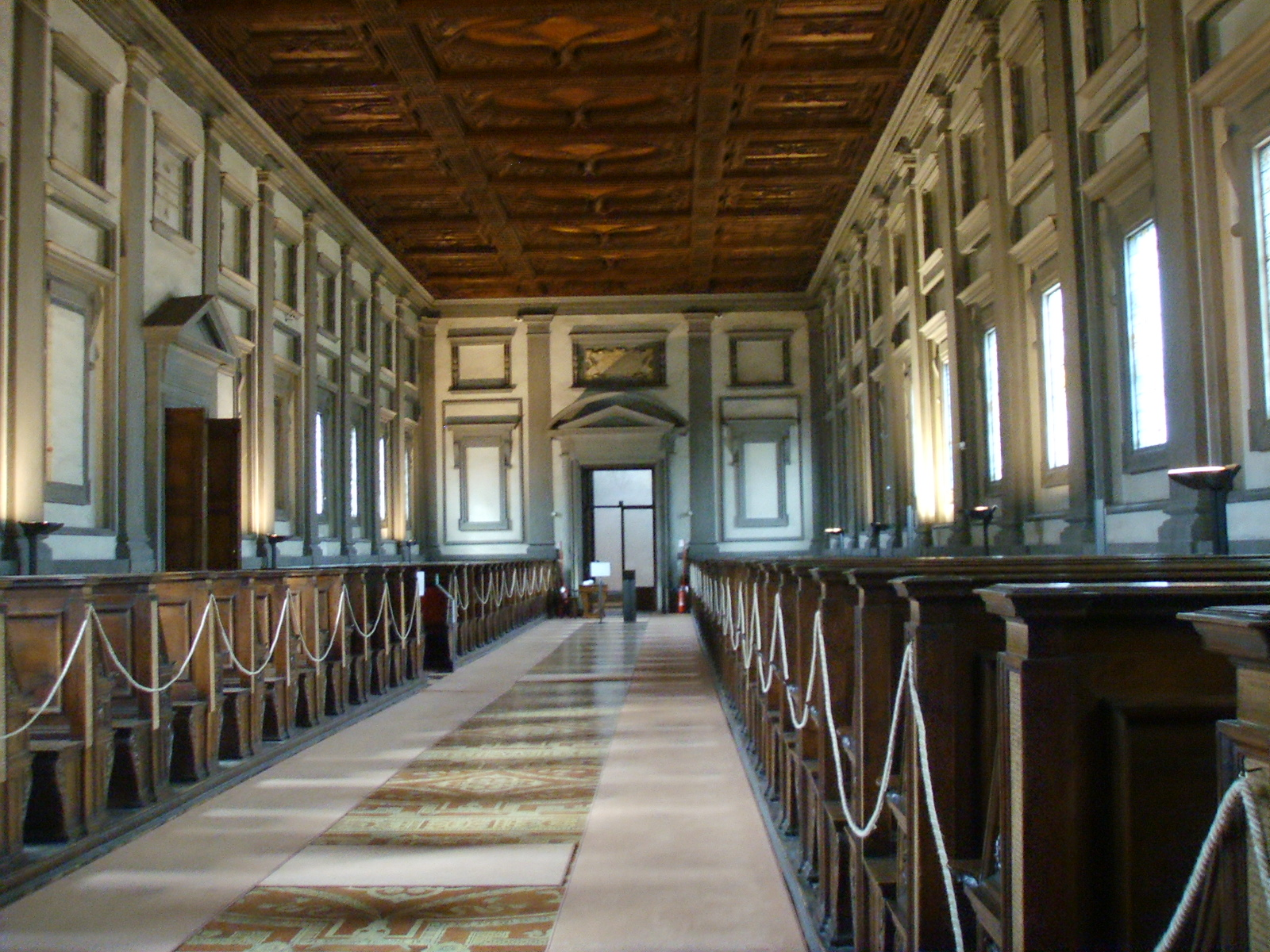

Вазарі писав, що Мікеланджело:
|  | (…)виявив і показав свою оригінальність у розташуванні вікон, розподілі стелі та в чудовому вестибюлі бібліотеки Сан Лоренцо. Ще ніколи не бачили ані такої сміливої краси в цілому і в деталях, як там у пюпітрах, нішах, столах, карнизах, ані зручніших сходів, де він зробив такі чудові згини східців, відійшовши від звичайних засобів інших художників, з чого всі тільки дивувалися. |

### Читальна зала
Читальна зала бібліотеки Лауренціана є довгим приміщенням із сірого каменя та світлими стінами.

### Вестибюль

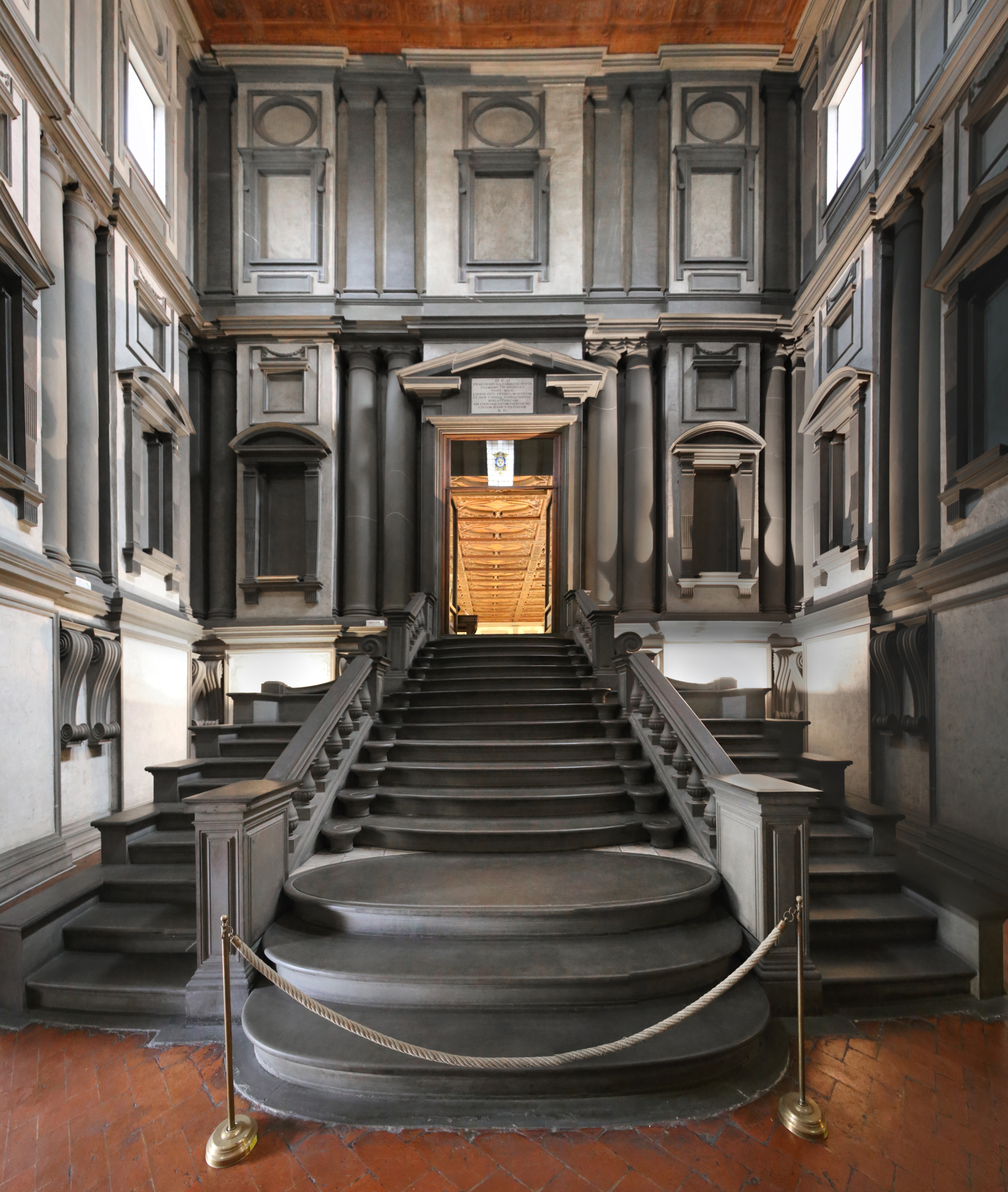

Вестибюль[а], високе приміщення з численними втопленими в стіну подвоєними колонами, немов насилу стримує сходи, що виливаються на підлогу. 

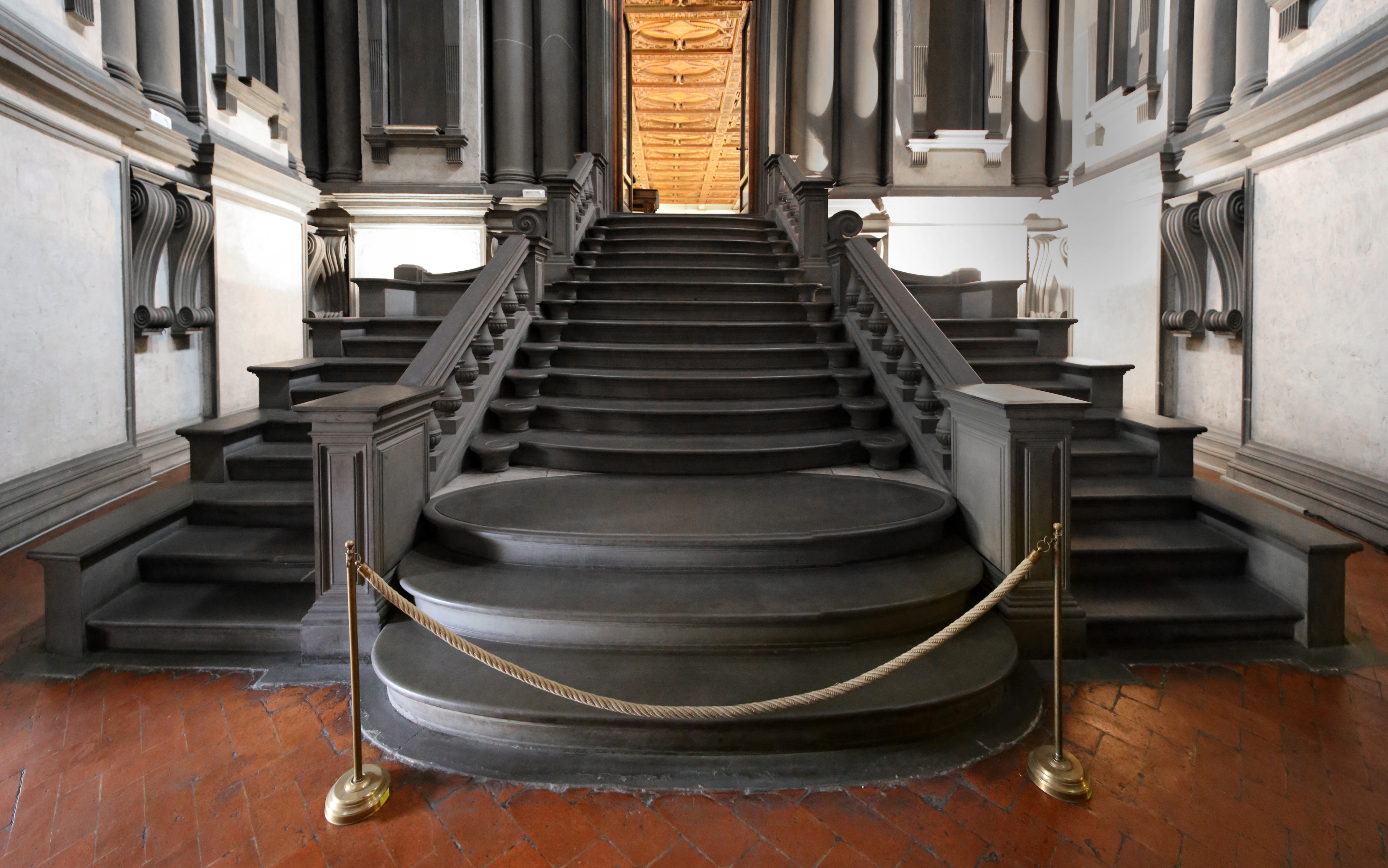

### Сходи
Сходи були закінчені лише у кінці життя Мікеланджело, а вестибюль було завершено тільки у XX столітті. Це був перший проєкт Мікеланджело, у якому він не використав скульптурних елементів.

## Для подальшого читання
(праці подано хронологічно)
- Rudolf Wittkower. Michelangelo's Bibliocteca Laurenziana // The Art Bulletin. — 1934. — Вип. XVI. — С. 123 —218. (англ.)
- Charles de Tolnay. Bibliotheque Laurentienne de Michel-Ange: Nouvelles Recherches // Gazette des Beaux-Arts. — 1951. — Вип. 6. (фр.)
- Peter M. Wolf. Michelangelo's Laurenziana and Inconspicuous Traditions // Marsyas. — Вип. XII (1964/1965) [1966]. — С. 16 —21. (англ.)
- Paolo Portoghesi. La Biblioteca Laurenziana e la critica michelangiolesca alla tradizione classica // Stil und Überlieferung in der Kunst des Abendlandes. — Berlin : Mann, 1967. — С. 3 —11. (італ.)
- Staale Sinding-Larsen. The Laurenziana vestibule as a functional solution // Acta ad archaeologium et artium historiam pertinentia. — 1978. — Вип. 8. — С. 213 —222. (англ.)